# Schöneberg, Uckermark
Schöneberg là một đô thị ở huyện Uckermark, bang Brandenburg, Đức. Đô thị này có diện tích 45,38 km², dân số thời điểm 31 tháng 12 năm 2006 là 878 người.